# Diauehi
Diauehi var en stamunion av möjligen proto-armenier, Hurriter  eller proto-Kartvilier som levde i nordöstra Anatolien. Unionen tros ha formats på 1100-talet f.Kr. efter det hettitiska imperiets fall och nämns i Urarteiska och möjligen Assyriska skrifter. Diauehi's exakta geografi är okänd med de flesta forskare placerar riket i antingen Pasinlerslätten i nordöstra Turkiet eller i det Turkisk-Georgiska träsklandet kring floden Kura. Sannolikt är att landet följde Eufratesfloden från dess källa ned i floddalarna från Çoruh till Oltu. Enligt Urartiska skrifter hade riket tre större städer, dessa var Zua, Utu och Sasilu. Zua har sammanställts med Zivin Kale och Utu var möjligen vad som idag är Oltu. Sasilu tros vara den stad som under medeltiden kom att kallas Sasire nära dagens Tortum i Turkiet. Om dessa definitioner stämmer liknade Diauehi den tidigare Hayasa-Azzi federationen. 
Federationen var mäktig nog att till en början stå emot assyriska invasioner, 1112 besegrades dock kung Sien av Tiglath-Pileser I och riket blev vasallstat till det mellersta assyriska imperiet. 845 f.Kr. hade riket brutit sig fri från assyrierna och de invaderade Diauehi än en gång under kung Shalmaneser III. Shalmaneser III erövrade riket och dess kung Asia blev klientkung till Assyrien. På början av 700-talet f.Kr. blev Diauehi målet för det växande kungadömet Urartu som även de erövrats av assyrierna under Shalmaneser III. De urartiska kungarna Menua (810-785 f.Kr.) och Argishti I (785-763 f.Kr.) utförde båda kampanjer mot Diauehi som försvagade riket kraftigt. på 750-talet f.Kr. invaderades Diauehi av Kolchis och riket föll slutligen. Efter det omnämns det inte längre i några källor. 